# Taiwanische Badmintonmeisterschaft 1989
Die Taiwanische Badmintonmeisterschaft der Saison 1988/1989 war die 34. Auflage der nationalen Titelkämpfe von Taiwan im Badminton. Die Meisterschaft fand bereits 1988 statt.

## Titelträger
| Disziplin    | Sieger                       |
| ------------ | ---------------------------- |
| Herreneinzel | Liu En-hung                  |
| Dameneinzel  | Feng Mei-ying                |
| Herrendoppel | Ger Shin-ming Liao Wei-chieh |
| Damendoppel  | Lee Chien-mei Kang Chia-yi   |